# Новосибирский хлопчатобумажный комбинат
Новосибирский хлопчатобумажный комбинат — завод, действовавший в Первомайском районе Новосибирска. Основан в 1944 году. Производил различные хлопковые изделия.

## История
Предприятие было организовано постановлением СНК СССР от 28 марта 1944 года на базе двух корпусов завода № 74 Наркомата танковой промышленности СССР. Комбинат получил территорию для размещения жилищно-бытовых помещений и оборудования. Однако в декабре 1944 года принадлежавшие предприятию корпуса были переданы возводившемуся автомобильному заводу. Для хлопкового завода оставили лишь один корпус, который в 1944 году был оснащён специализированным оборудованием.
В 1946 году комбинат изготовил первую продукцию.
В 1952 году в эксплуатацию сдана ткацкая фабрика, а в последующие годы и другие производственные участки.
К 1962 году на предприятии располагалось 308 ткацких станков и 10 336 веретен.
По решению Совмина СССР от 23 июля 1968 года комбинат запланировали перенести на новое место в Первомайский район Новосибирска. Строительство новой промышленной площадки велось с 1975 по 1985 год. Первым объектом на новой территории стала ткацкая фабрика, которую ввели в эксплуатацию в 1977 году. Затем были построены и другие промышленные подразделения.
С 1994 года на комбинате действовал Музей трудовой славы.

## Продукция
Новосибирский хлопчатобумажный комбинат производил льняную, хлопко-льняную и хлопчатобумажную пряжу, хлопко-льняные, хлопчато-бумажные ткани, вату и т. д.

## Руководители
- М. В. Алексеев (1944)
- Г. О. Пешес (1944—1952)
- М. М. Жиляев (1952—1953)
- В. Д. Михайлов (1953—1967)
- В. П. Вьюгин (1967—1971)
- Ф. А. Пашков (1971—1978)
- В. М. Бенилов (1978—1984)
- Г. Р. Петров (1984—?)[1]

## Известные работники
- Владимир Филиппович Городецкий (род. 1948) — российский государственный деятель, мэр Новосибирска (2000—2014), губернатор Новосибирской области (2014—2017); занимал должность коммерческого директора комбината (1992—?)[2].